# Tidiane Ba
Tidiane Djiby Ba (Dakar, 21 marzo 1993) è un calciatore senegalese, difensore del Rača.

## Carriera
Il 1º settembre 2015 viene acquistato a titolo definitivo dalla squadra slovacca dello Sereď.

## Palmarès

### Club

#### Competizioni nazionali
- 2. Liga: 1

Sereď: 2017-2018